# Clady Circuit

Het Clady Circuit zoals het van 1946 tot 1952 werd gebruikt

Het Clady Circuit lag in County Antrim (Noord-Ierland). Het was een stratencircuit dat sinds 1922 werd gebruikt voor wegraces met motorfietsen.

## Geschiedenis
Het Clady (Iers: Clóidigh; "Wassende rivier") Circuit werd van 1922 tot 1939 gebruikt voor de Ulster Grand Prix. Het was toen nog 20,5 mijl (40 km) lang. De startlijn lag bij de Loanends lagere school langs de B39 van Antrim naar Belfast. Het parcours liep van Antrim langs de B39 "Seven Mile Straight" naar Clady Corner en daarna via een westelijke lus over Ballyhill (A52 Belfast-Crumlin) en gedeeltelijk over het militaire vliegveld Aldergrove terug naar Antrim. Na een onderbreking van de wedstrijden door de Tweede Wereldoorlog werd het van 1947 tot 1952 weer gebruikt, maar nu in een kortere versie doordat de route via Aldergrove vervallen was. Het circuit was nu nog 26,5 km lang omdat het al bij "Nutts Corner" de A52 af draaide richting Antrim.

## Wereldkampioenschap wegrace
In 1949 werd de Ulster Grand Prix deel van het wereldkampioenschap wegrace, die daardoor tot 1952 ook op het Clady Circuit werd verreden. In 1953 verhuisde de Ulster Grand Prix naar enkele kilometers zuidelijker gelegen Dundrod Circuit, eveneens een stratencircuit. 

## Ronde- en racerecords
- Het ronderecord van het "lange" Clady Circuit is 12 minuten en 17,8 seconden met een gemiddelde snelheid van 161 km/h. Het werd gereden door Dorino Serafini met een 500cc Gilera tijdens de Ulster Grand Prix van 1939.
- Het ronderecord van het "korte" Clady Circuit is 9 minuten en 21 seconden met een gemiddelde snelheid van 170,4 km/h. Het werd gereden door Leslie Graham met een 500cc Gilera tijdens de Ulster Grand Prix van 1952.
- Het record van de snelste race werd gereden op het korte circuit door Cromie McCandless met een 500cc Gilera tijdens de Ulster Grand Prix van 1952. Hij reed de race met een gemiddelde snelheid van 160,6 km/h.